# Wereldkampioenschappen zwemmen 2015 – 4×100 meter wisselslag mannen
De 4×100 meter wisselslag voor mannen op de wereldkampioenschappen zwemmen 2015 in Kazan vond plaats op 9 augustus 2015. Na afloop van de series kwalificeren de acht snelste ploegen zich voor de finale.

## Records
Voorafgaand aan het toernooi waren dit het wereldrecord en het kampioenschapsrecord
| Wereldrecord         | Verenigde Staten Aaron Peirsol Eric Shanteau Michael Phelps David Walters | 3.27,28 | Rome | 2 augustus 2009 |
| Kampioenschapsrecord | Verenigde Staten Aaron Peirsol Eric Shanteau Michael Phelps David Walters | 3.27,28 | Rome | 2 augustus 2009 |

## Uitslagen

### Series
| Rang | Serie | Baan | Namen               | Land | Tijd    | Bijz. |
| ---- | ----- | ---- | ------------------- | --- | ------- | ----- |
| 1    | 4     | 1    | Verenigde Staten    | Matt Grevers (52.85) Cody Miller (59.23) Tim Phillips (51.03) Ryan Lochte (47.95)                           | 3:31.06 | Q     |
| 2    | 3     | 6    | Australië           | Mitch Larkin (52.37) Jake Packard (59.87) David Morgan (51.76) Kyle Chalmers (47.86)                        | 3:31.86 | Q     |
| 3    | 2     | 7    | Frankrijk           | Camille Lacourt (53.50) Giacomo Perez-Dortona (1:00.06) Mehdy Metella (50.88) Fabien Gilot (48.07)          | 3:32.51 | Q     |
| 4    | 4     | 4    | Japan               | Ryosuke Irie (53.23) Yasuhiro Koseki (59.65) Takuro Fujii (51.59) Shinri Shioura (48.35)                    | 3:32.82 | Q     |
| 5    | 1     | 5    | Duitsland           | Jan-Philip Glania (53.51) Hendrik Feldwehr (59.37) Steffen Deibler (51.76) Christoph Fildebrandt (48.30)    | 3:32.94 | Q     |
| 6    | 2     | 6    | Verenigd Koninkrijk | Chris Walker-Hebborn (53.70) Ross Murdoch (59.20) Adam Barrett (52.29) Benjamin Proud (48.18)               | 3:33.37 | Q     |
| 7    | 4     | 3    | Polen               | Radosław Kawęcki (53.90) Marcin Stolarski (1:00.66) Paweł Korzeniowski (51.30) Konrad Czerniak (47.64)      | 3:33.50 | Q     |
| 8    | 4     | 8    | Rusland             | Grigori Tarasevitsj (54.09) Ilja Chomenko (59.58) Daniil Pachomov (51.83) Aleksandr Soechoroekov (48.52)    | 3:34.02 | Q     |
| 9    | 3     | 3    | Italië              | Simone Sabbioni (54.17) Andrea Toniato (1:00.21) Matteo Rivolta (52.00) Marco Orsi (48.21)                  | 3:34.59 |       |
| 10   | 3     | 4    | Brazilië            | Guilherme Guido (53.94) Felipe Lima (59.59) Arthur Mendes (52.86) Marcelo Chierighini (48.34)               | 3:34.73 |       |
| 11   | 4     | 0    | China               | Xu Jiayu (53.44) Li Xiang (1:00.78) Li Zhuhao (51.61) Lin Yongqing (49.38)                                  | 3:35.21 |       |
| 12   | 2     | 1    | Litouwen            | Danas Rapšys (54.71) Giedrius Titenis (58.96) Tadas Duškinas (52.69) Mindaugas Sadauskas (48.94)            | 3:35.30 |       |
| 13   | 2     | 2    | Canada              | Russell Wood (54.95) Richard Funk (1:00.05) Santo Condorelli (52.29) Yuri Kisil (48.43)                     | 3:35.72 |       |
| 14   | 3     | 1    | Griekenland         | Apostolos Christou (55.43) Panagiōtīs Samilidīs (1:01.44) Andreas Vazaios (52.42) Kristian Golomeev (48.57) | 3:37.86 |       |
| 15   | 2     | 5    | Wit-Rusland         | Pavel Sankovitsj (55.22) Ilja Sjymanovitsj (1:02.24) Jaoehen Tsoerkin (51.66) Artsjom Matsjekin (49.11)     | 3:38.23 |       |
| 16   | 3     | 2    | Nieuw-Zeeland       | Corey Main (54.40) Glenn Snyders (1:00.11) Bradlee Ashby (54.50) Matthew Stanley (49.68)                    | 3:38.69 |       |
| 17   | 1     | 4    | Zwitserland         | Nils Liess (55.71) Yannick Käser (1:00.33) Nico van Duijn (53.03) Alexandre Haldemann (49.87)               | 3:38.94 |       |
| 18   | 1     | 3    | Turkije             | Doruk Tekin (56.35) Demir Atasoy (1:01.62) Kaan Türker Ayar (53.99) Kemal Arda Gürdal (48.50)               | 3:40.46 |       |
| 19   | 2     | 0    | Singapore           | Quah Zheng Wen (54.41) Khoo Chien Yin Lionel (1:02.50) Joseph Schooling (52.79) Yeo Kai Quan (51.23)        | 3:40.93 |       |
| 20   | 3     | 7    | Colombia            | Omar Pinzón (55.11) Jorge Murillo (1:00.52) Esnaider Reales (54.33) Mateo de Angulo (51.48)                 | 3:41.44 |       |
| 21   | 4     | 6    | Egypte              | Mohamed Khaled (56.55) Youssef El-Kamash (1:01.85) Omar Eissa (53.73) Marwan El-Kamash (49.84)              | 3:41.97 |       |
| 22   | 2     | 4    | Oezbekistan         | Daniil Boekin (57.53) Vladislav Moestafin (1:00.68) Aleksej Derljoegov (54.64) Daniil Toeloepov (49.48)     | 3:42.33 |       |
| 23   | 4     | 9    | Estland             | Ralf Tribuntsov (55.03) Martin Allikvee (1:01.40) Martin Liivamägi (54.83) Martti Aljand (51.89)            | 3:43.15 |       |
| 24   | 3     | 5    | Tsjechië            | Roman Dmytrijev (57.45) Petr Bartůněk (1:03.69) Jan Šefl (54.11) Martin Verner (48.96)                      | 3:44.21 |       |
| 25   | 2     | 8    | Luxemburg           | Raphaël Stacchiotti (57.51) Laurent Carnol (1:00.76) Julien Henx (55.04) Pit Brandenburger (50.91)          | 3:44.22 |       |
| 26   | 3     | 9    | Letland             | Janis Šaltans (56.36) Daniils Bobrovs (1:02.60) Nikolajs Maskalenko (56.11) Uvis Kalniņš (50.51)            | 3:45.58 |       |
| 27   | 3     | 8    | Koeweit             | Yousef Al-Askari (1:01.13) Ahmad Al-Bader (1:03.51) Abbas Qali (54.39) Mohammad Madwa (51.72)               | 3:50.75 |       |
| 28   | 4     | 2    | Venezuela           | Carlos Omaña (DSQ} Carlos Claverie Albert Subirats Cristian Quintero                                        | 9:99.99 | DSQ   |
| 28   | 4     | 7    | Hongarije           | Gábor Balog (54.06) Dániel Gyurta (DSQ} László Cseh Krisztián Takács                                        | 9:99.99 | DSQ   |
| 30   | 2     | 3    | Mexico              | | 9:99.99 | DNS   |
| 30   | 3     | 0    | Azerbeidzjan        | | 9:99.99 | DNS   |
| 30   | 4     | 5    | India               | | 9:99.99 | DNS   |

### Finale
| Rang   | Baan | Namen | Land                | Tijd    | Bijz. |
| ------ | ---- | --- | ------------------- | ------- | ----- |
| Goud   | 4    | Ryan Murphy (53.05) Kevin Cordes (58.88) Thomas Shields (50.59) Nathan Adrian (47.41)                    | Verenigde Staten    | 3.29,93 |       |
| Zilver | 5    | Mitch Larkin (52.41) Jake Packard (59.16) Jayden Hadler (51.91) Cameron McEvoy (46.60)                   | Australië           | 3.30,08 |       |
| Brons  | 3    | Camille Lacourt (52.81) Giacomo Perez-Dortona (59.88) Mehdy Metella (50.39) Fabien Gilot (47.42)         | Frankrijk           | 3.30,50 |       |
| 4      | 7    | Chris Walker-Hebborn (53.23) Adam Peaty (57.74) James Guy (51.62) Benjamin Proud (48.08)                 | Verenigd Koninkrijk | 3.30,67 |       |
| 5      | 8    | Jevgeni Rylov (53.21) Kirill Prigoda (59.11) Daniil Pachomov (51.17) Vladimir Morozov (47.41)            | Rusland             | 3.30,90 |       |
| 6      | 6    | Ryosuke Irie (53.05) Yasuhiro Koseki (59.31) Takuro Fujii (51.15) Shinri Shioura (47.59)                 | Japan               | 3.31,10 |       |
| 7      | 2    | Jan-Philip Glania (53.48) Hendrik Feldwehr (59.15) Steffen Deibler (51.27) Christoph Fildebrandt (48.26) | Duitsland           | 3.32,16 |       |
| 8      | 1    | Radosław Kawęcki (54.25) Marcin Stolarski (1:00.57) Paweł Korzeniowski (51.14) Konrad Czerniak (48.38)   | Polen               | 3.34,34 |       |